# Tipula perretti
Tipula perretti är en tvåvingeart som beskrevs av Alexander 1928. Tipula perretti ingår i släktet Tipula och familjen storharkrankar. Inga underarter finns listade i Catalogue of Life.